# Otto Weiß (Mediziner)

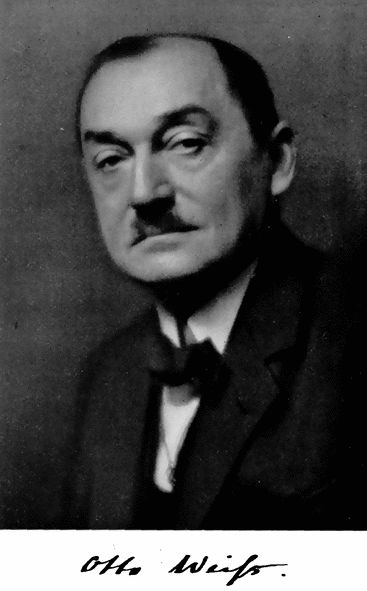
Otto Weiß

Otto Weiß (geb. 22. Juli 1871 in Vilsen bei Bremen; gest. 25. Januar 1943 ebenda) war als deutscher Arzt am Physiologischen Institut der Albertus-Universität Königsberg tätig.

## Leben
Otto Weiß war Sohn des Sanitätsrats August Weiß. Nach seiner Schulzeit in Rinteln/Niedersachsen und Medizinstudium in Göttingen verbrachte er ab 1897 40 Jahre seiner Berufstätigkeit in Königsberg. Während seines Studiums in Göttingen wurde er 1890/91 Mitglied des Studenten-Gesangvereins der Georgia Augusta im Sondershäuser Verband. In Königsberg habilitierte er sich bei Ludimar Hermann (1838–1914) am Physiologischen Institut der Albertus-Universität Königsberg (Albertina) und wurde 1907 außerordentlicher Professor. 1918 war er dort bis 1936 Ordinarius für Physiologie. 1925 wurde er in die Deutsche Akademie der Naturforscher Leopoldina aufgenommen.
1930 wurde er fälschlicherweise von den Nationalsozialisten in die „Königsberger Auskunftei“ aufgenommen, weil die Nationalsozialisten glaubten, er sei jüdischer Abstammung. Tatsächlich war seine Ehefrau Antonie (geborene Lichtheim) im Sinne der NS-Gesetze Jüdin, da sie — obwohl konvertiert — jüdische Eltern hatte. Die Ehe wurde 1902 geschlossen, und das Ehepaar Weiß hatte zwei Töchter, von denen eine als Kind verstarb. Die überlebende Tochter Hedwig heiratete 1930 den Physiologen Karl Matthes.
Viele Jahre bis zu seinem Fortgang von Königsberg 1936 war Weiß Präsident der „Physikalisch-ökonomischen Gesellschaft“ zu Königsberg. Nach seiner Emeritierung siedelte er nach Berlin über. Die Kriegsverhältnisse ließen es ihm ratsam erscheinen, frühzeitig in seinen Geburtsort Vilsen zurückzukehren.
Otto Weiß starb 1943 an einem zwei Jahre zuvor aufgetretenen Leberleiden.

## Wissenschaftliches Werk
Sein umfassendes Schaffen (über 100 Veröffentlichungen) an dem renommierten Physiologischen Institut der Albertina ist detailliert aufgeführt in der erwähnten Arbeit seines Schülers Hans Lullies. Geforscht wurde insbesondere auf dem Gebiet der Nerven, der Muskelphysiologie, der Physiologie des Auges und der Akustik. Herauszuheben sind seine Studien über weiße Wanderfalken aus Horsten in der Kaporner Heide bei Königsberg, die er im Institut aufzog. Dabei wurden „die optischen Konstanten des Raubvogelauges ophthalmometrisch gemessen und die Dimensionen der Netzhautelemente untersucht, um die Frage der angeblich so besonders großen Sehschärfe dieser Tiere exakt zu beantworten“ (Einzelnachweis 1, S. 466).
Seine experimentellen Arbeiten zum Augeninnendruck und damit zum Glaukom fanden besondere Aufmerksamkeit. Zu finden sind seine Ansichten im Nagelschen Handbuch 1904. Überliefert ist eine Aufnahme aus dem Institut bei der Arbeit am Hermann-Helmholtz-Pendel.

## Schriften
- Untersuchungen über die Erregbarkeit eines Nerven an verschiedenen Stellen seines Verlaufs. In: Pflügers Archiv, Band 72 (1898), S. 15.
- Apparat zur Registrierung der menschlichen Herztöne (im Bericht über die Sitzung des Vereins für wissenschaftliche Heilkunde in Königsberg i. Pr. am 27. Mai 1907). In: Deutsche Medizinische Wochenschrift, Jg. 33 (1907), Bd. 2, S. 1661.
- Schädelform und Verstand. Vortrag vor der Gesellschaft der Freunde Kants. In: Königsberger Hartungsche Zeitung. Nr. 257, 1921.